# Gruppo di edifici domizianei nel Foro Romano
Un gruppo di edifici domizianei nel Foro Romano, situati a sud del tempio dei Castori e della Fonte di Giuturna, fa da raccordo tra la piazza del Foro e il complesso dei palazzi imperiali sul Palatino.

## Descrizione
Una grande sala, costruita in mattoni, della quale resta solo la pianta, coperta da un'enorme volta a botte di 33 metri di diametro, preceduta da un portico verso il Foro. Sul Vicus Tuscus si aprivano, invece, una fila di botteghe. 
La datazione, in base ai bolli sui mattoni, è relativa alla fine del regno di Domiziano, mentre le taverne sono di epoca adrianea. 
Verso est si trovano alcuni ambienti più piccoli: un ambiente quadrato scoperto (un atrio), diviso da una parete con tre ingressi da una sala con un'aula centrale circondata da quadriportico. In fondo si aprono tre stanze più piccole. 
Al di sotto dell'atrio sono stati rinvenuti resti più antichi, dell'età di Caligola, comprendenti una vasca rettangolare, forse un impluvio, e un ambiente absidato sotto la sala maggiore. L'orientamento di questi edifici sottostanti è diverso ed è assimilabile a quello dei retrostanti Horrea Agrippiana. Un terzo ambiente è rappresentato dalla scalinata coperta per il Palatino.
L'identificazione di questi edifici è incerta. Ormai è esclusa l'interpretazione come tempio di Augusto e si suppone che si tratti di una sorta di vestibolo monumentale ai palazzi imperiali sul Palatino; si conosce dopotutto dalle fonti che Caligola aveva spostato l'ingresso della Domus Tiberiana nei pressi del tempio dei Castori. Molto probabilmente qui erano stanziati i pretoriani che proteggevano i palazzi.
Qui fu ricavata nel VI secolo la chiesa di Santa Maria Antiqua.